# Saint-Hilaire-de-Court
Saint-Hilaire-de-Court è un comune francese di 711 abitanti situato nel dipartimento del Cher, nella regione del Centro-Valle della Loira.

## Società

### Evoluzione demografica
Abitanti censiti